# 1610-ті

## Події
- 1613 — коронований Михайло Романов (1613—45), засновник династії Романових, кцарювання котрої тривало більш як 300 років.
- Польсько-російська війна (1617—1618)
- Початок Тридцятирічної війни у Європі

## Померли
- 1616 — Вільям Шекспір, англійський поет і драматург